# فيروكوا
فيروكوا (ويسكونسن) (بالإنجليزية: Viroqua, Wisconsin)‏ هي بلدة، fourth-class city ومقر المقاطعة تقع في الولايات المتحدة في مقاطعة فيرنون (ويسكونسن). يقدر عدد سكانها بـ 4,362 نسمة ومساحتها 9.84 كم2 .

## التركيبة السكانية
قام مكتب تعداد الولايات المتحدة بتحديد بيانات التركيبة السكانية لفيروكوافي تعداد الولايات المتحدة. في ما يلي، التركيبة السكانية حسب تعدادي 2000 و2010.

### تعداد عام 2000
بلغ عدد سكان فيروكوا 4,335 نسمة بحسب تعداد عام 2000، وبلغ عدد الأسر 1,990 أسرة وعدد العائلات 1,112 عائلة مقيمة في المدينة. في حين سجلت الكثافة السكانية 1,327.3 نسمة لكل ميل مربع (512.5/كم2). وبلغ عدد الوحدات السكنية 2,105 وحدة بمتوسط كثافة قدره 644.5 نسمة لكل ميل مربع (248.8/كم2).
وتوزع التركيب العرقي للمدينة بنسبة 98.73% من البيض و 0.16% من الأمريكيين الأصليين و 0.46% من الأمريكيين ذوي الأصول الآسيوية و 0.07% من الأمريكيين الأفارقة و 0.39% من عرقين مختلطين أو أكثر.
بلغ عدد الأسر 1,990 أسرة كانت نسبة 24.5% منها لديها أطفال تحت سن الثامنة عشر تعيش معهم، وبلغت نسبة الأزواج القاطنين مع بعضهم البعض 43.6% من أصل المجموع الكلي للأسر، ونسبة 9.3% من الأسر كان لديها معيلات من الإناث دون وجود شريك، وكانت نسبة 44.1% من غير العائلات. تألفت نسبة 39.5% من أصل جميع الأسر من أفراد ونسبة 22.7% كانوا يعيش معهم شخص وحيد يبلغ من العمر 65 عاماً فما فوق. وبلغ متوسط حجم الأسرة المعيشية 2.81، أما متوسط حجم العائلات فبلغ 2.10.
بلغ العمر الوسطي للسكان 44 عاماً. وكانت نسبة 21.4% من القاطنين تحت سن الثامنة عشر، وكانت نسبة 7.5% بين الثامنة عشر والأربعة وعشرون عاماً، ونسبة 23.3% كانت واقعةً في الفئة العمرية ما بين الخامسة والعشرون حتى والأربعة وأربعون عاماً، ونسبة 21.6% كانت ما بين الخامسة والأربعون حتى الرابعة والستون، ونسبة 26.2% كانت ضمن فئة الخامسة والستون عاماً فما فوق. يوجد لكل 100 أنثى 82.7 ذكر، ويوجد لكل 100 أنثى في الثامنة عشر من عمرها فما فوق 77.8 ذكر.
بلغ متوسط دخل الأسرة في المدينة 28,804 دولار، أما متوسط دخل العائلة فبلغ 35,475 دولار. وكان متوسط دخل الذكور 29,589 دولار مقابل 20,046 دولار للإناث. وسجل دخل الفرد الخاص بالمدينة 17,172 دولار. وكانت نسبة 9.8% من العائلات ونسبة 12.9% من السكان تحت خط الفقر، وكان من هؤلاء نسبة 16.8% تحت سن الثامنة عشر ونسبة 12.1% في الخامسة والستين من العمر وما فوق.

## معرض صور

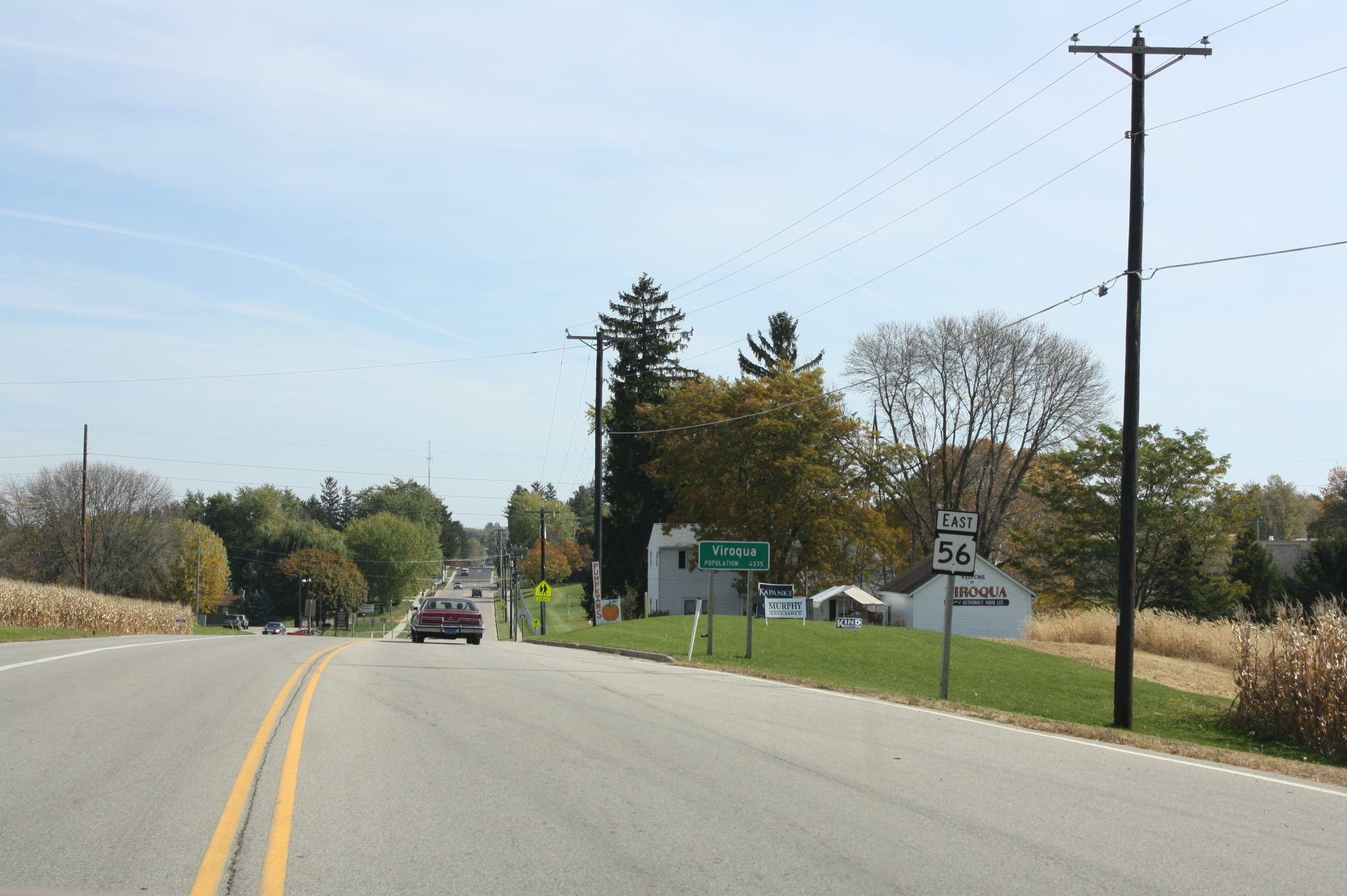
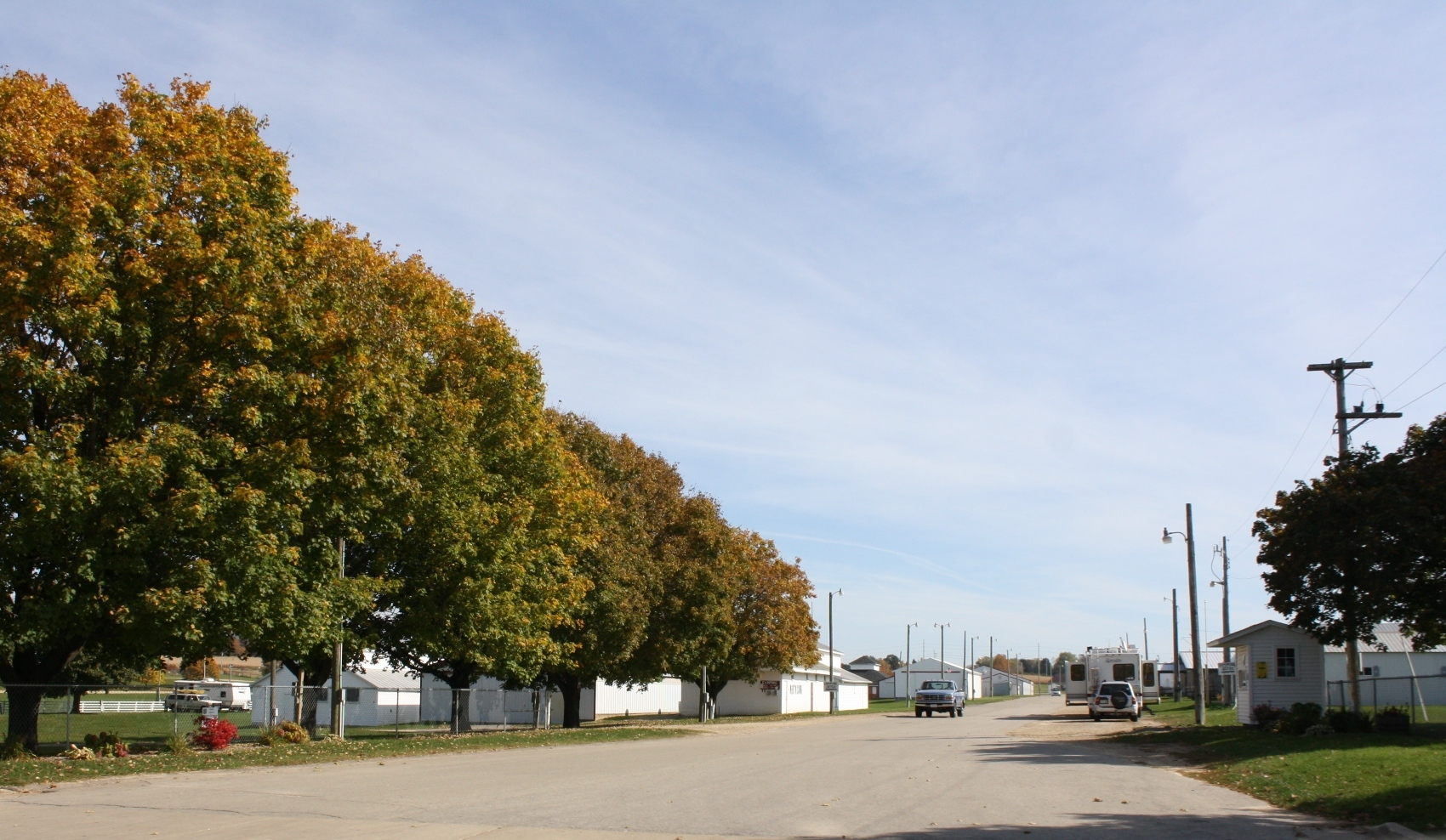
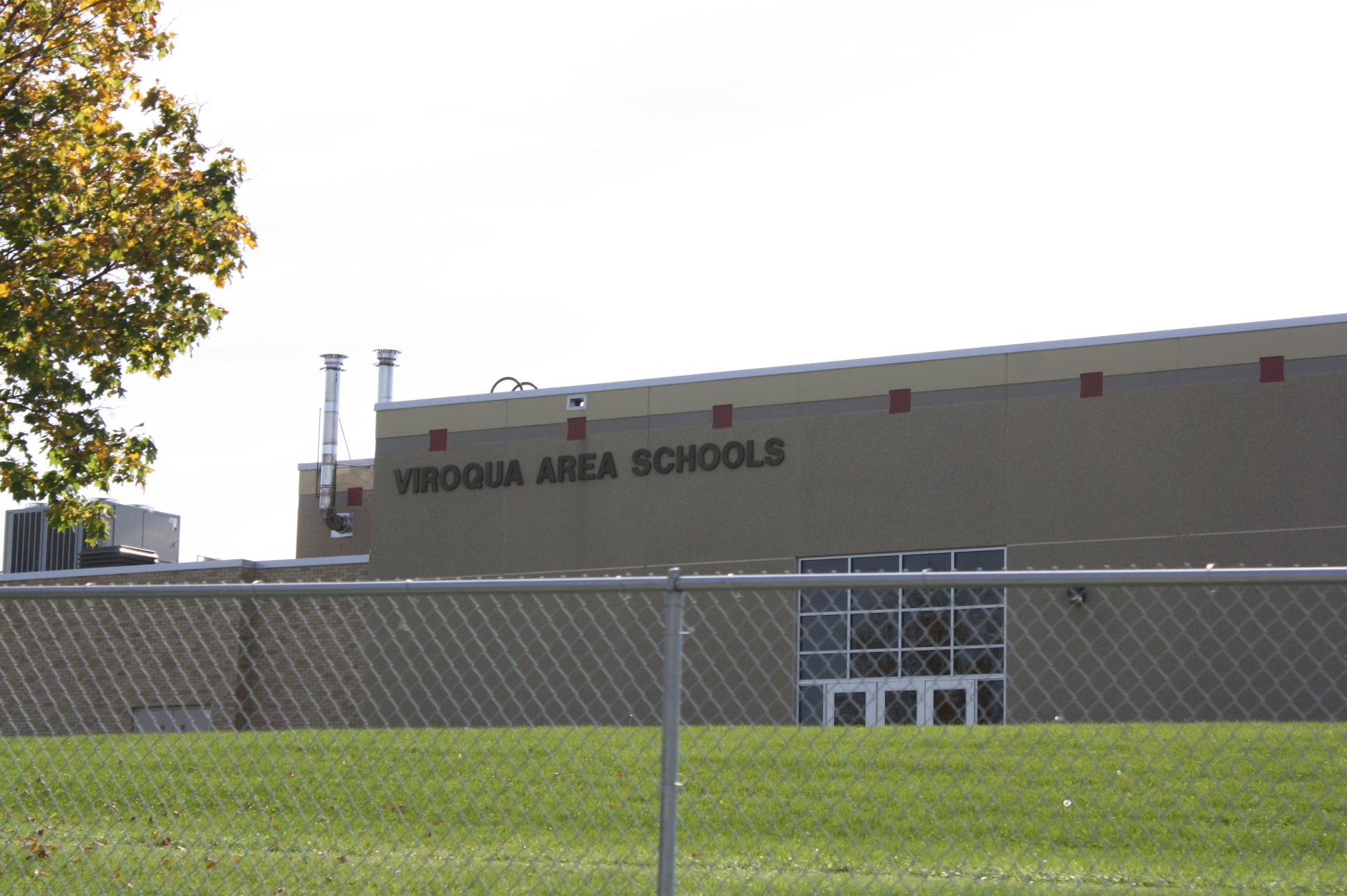

### تعداد عام 2010
بلغ عدد سكان فيروكوا 4,362 نسمة بحسب تعداد عام 2010، وبلغ عدد الأسر 2,029 أسرة وعدد العائلات 1,059 عائلة مقيمة في المدينة. في حين سجلت الكثافة السكانية 1,147.9 نسمة لكل ميل مربع (443.2/كم2). وبلغ عدد الوحدات السكنية 2,208 وحدة بمتوسط كثافة قدره 581.1 لكل ميل مربع (224.4/كم2).
وتوزع التركيب العرقي للمدينة بنسبة 97.1% من البيض و 0.3% من الأمريكيين الأصليين و 0.6% من الأمريكيين ذوي الأصول الآسيوية و 0.1% من سكان جزر المحيط الهادئ و 0.6% من الأمريكيين الأفارقة و 1.0% من عرقين مختلطين أو أكثر.
بلغ عدد الأسر 2,029 أسرة كانت نسبة 25.5% منها لديها أطفال تحت سن الثامنة عشر تعيش معهم، وبلغت نسبة الأزواج القاطنين مع بعضهم البعض 39.0% من أصل المجموع الكلي للأسر، ونسبة 10.0% من الأسر كان لديها معيلات من الإناث دون وجود شريك، بينما كانت نسبة 3.2% من الأسر لديها معيلون من الذكور دون وجود شريكة وكانت نسبة 47.8% من غير العائلات. وبلغ متوسط حجم الأسرة المعيشية 2.86، أما متوسط حجم العائلات فبلغ 2.06.
بلغ العمر الوسطي للسكان 45 عاماً. وكانت نسبة 21.6% من القاطنين تحت سن الثامنة عشر، وكانت نسبة 6.2% بين الثامنة عشر والأربعة وعشرون عاماً، ونسبة 22.4% كانت واقعةً في الفئة العمرية ما بين الخامسة والعشرون حتى والأربعة وأربعون عاماً، ونسبة 26.3% كانت ما بين الخامسة والأربعون حتى الرابعة والستون، ونسبة 23.6% كانت ضمن فئة الخامسة والستون عاماً فما فوق. وتوزع التركيب الجنسي للسكان بنسبة 46.1% ذكور و53.9% إناث.